# KickStart International
KickStart International, Inc. — американская инжиниринговая компания разрабатывающая и продвигающая технологии, которые помогают создавать и развивать малые предприятия в беднейших странах Африки.

## Организация
Компания образовалась в 1991 году под именем ApproTEC, однако в 2005 году сменила название на нынешнее — KickStart International, Inc.
Основателями компании стали инженеры Мартин Фишер (англ. Martin Fisher) и Ник Мун (англ. Nick Moon).
Руководителем (CEO) KickStart International, Inc. является Мартин Фишер.
Ник Мун также продолжает работать в компании в качестве управляющего директора.
Штаб-квартира компании расположена в Сан-Франциско (Калифорния, США).
Основные интересы и представительства расположены в Африке.

## Бизнес
Целью деятельности компании является решение проблемы бедности с помощью системного подхода, способствующего созданию новых предприятий и повышению эффективности существующих.
Создатели KickStart разработали бизнес-модель по выявлению технологических потребностей, которые могут дать «прорывной эффект» (англ. kick start) для новых и существующих предприятий, при этом обеспечивая массовый охват, высокую эффективность для потребителей продукции и устойчивость бизнес-модели компании.
В качестве принципа деятельности был выбран подход экономически устойчивого социального предприятия.
Хотя компания принимает гранты и пожертвования, направляя их на покрытие части расходов, продукция не раздаётся бесплатно и упор делается на достижение планов по самоокупаемости.
Основные интересы компании сосредоточены в сельском хозяйстве, пищевой и строительной промышленности.
Основным рынком для компании стала Африка.
Самым успешным продуктом KickStart является линейка применяемых для орошения полей механических водяных насосов под торговой маркой MoneyMaker стоимостью от 70 до 150 долларов США.
Кроме водяных насосов компания разработала и продаёт прессы для изготовления растительного масла и производства строительных блоков, а также другое оборудование.
Продукция и комплектующие компании распространяются через местные организации.

## Показатели деятельности
Использование насосов KickStart позволило африканским фермерам во много раз повысить эффективность производства сельскохозяйственной продукции, что увеличило годовые доходы домохозяйств в среднем со 150 до 850 долларов США.
По оценкам экспертов, насосы KickStart, позволяющие выращивать урожай круглый год в изначально неприспособленных местах, создали более 150 000 новых успешных предприятий и «подняли из бедности» более 800 000 человек.
Тем не менее, другие источники, соглашаясь в целом со значительным эффектом от деятельности компании, подвергают критике эти численные показатели, так как, по их мнению, заметная часть насосов потребляется не для производственных, а для внутрихозяйственных, не связанных с получением дохода, нужд.

## Оценки
Компания и её создатели получили широкую поддержку и в частности были отмечены: премией Фонда Шваба (2003), «премией устойчивости» Lemelson-MIT(2008), премией госдепартамента США за инновации в области развития женщин и девушек(2012), Forbes в 2011 году включил Мартина Фишера и Ника Муна в список «Impact 30» и другими.